# Ján Fekete
Ján Fekete (* 12. srpna 1945, Modrý Kameň) je slovenský učitel, prozaik, básník, redaktor a publicista, autor knih pro děti a mládež, vědeckofantastických příběhů a děl literatury faktu.

## Život
Pocházel z rodiny tesaře. Po absolvování základní školy ve svém rodišti se v letech 1960–1963 vyučil frézařem na odborném učilišti v Povážskej Bystrici a Detve. V této profesi také krátce pracoval v Podpolianskych strojárňach a několik měsíců zde působil jako redaktor podnikového časopisu Podpoliansky strojár. Zároveň studoval na večerní škole pro pracující ve Zvoleně a v Banské Bystrici a v dubnu roku 1964 nastoupil v Banské Bystrici jako mládežnický redaktor do Československého rozhlasu. Po maturitě se roku 1965 zapsal ke studiu slovenského jazyka a dějepisu na Pedagogické fakultě v Banské Bystrici, které úspěšně zakončil roku 1969 (ve svém oboru získal titul doktor pedagogiky PaedDr.)
Již jako student redigoval studentský vysokoškolský časopis ADAB, který vycházel jako příloha krajského deníku Smer. K vydání byl připraven jeho básnický debut Chodníčkom do hvezdárne. Vydání se však nerealizovalo, protože byl již na začátku normalizace postižen zákazem publikování za svou veřejnou činnost roku 1968. Po skončení vysokoškolského studia se sice mohl stát redaktorem Československé televize v Bánské Bystrici, ale již roku 1972 učil na odborném učilišti Stavoindustrie. Roku 1974 nastoupil do Střediska pro jazykovou výuku Vietnamců v Ľubochni, kde pracoval do roku 1977. Potom se vrátil na původní místo ve Stavoindustrii. Roku 1980 se přestěhoval do rodného Modrého Kameňa a pracoval jako středoškolský profesor až do roku 1992, kdy byl zvolen poslancem Národní rady Slovenské republiky za HZDS. Tuto funkci vykonával až do roku 1998. V letech 1992–1993 byl také primátorem města Modrý Kameň.
Díky zákazu publikování debutoval knižně poněkud pozdě, až roku 1981, sbírkou autorských pohádek Pristátie na Bielosienke. Předtím vycházely jeho krátké prózy, publicistika a poezie jen časopisecky a pod pseudonymy. Jako spisovatel si vyzkoušel velké množství různých žánrů od povídky až po román. Psal knihy pro děti a mládež, vědeckofantastické příběhy a literaturu faktu. Jeho poezie obsahuje převážně přírodní a milostnou lyriku, oslavuje krásu rodného kraje a harmonii pokojného rodinného života. V jeho tvorbě se odrazily i jeho mnohostranné zájmy: je amatérským astronomem a sběratelem známek s tematikou kosmu, sběratelem autogramů, kreslených vtipů o politice a zajímavostí z fotbalu.
Za svou práci obdržel řadu ocenění:
- Pamětní medaile Ľ. Podjavorinské za rozvoj slovenské dětské literatury (1986).
- Pamětní medaile krajské hvězdárny v Banské Bystrici za rozvoj amatérské astronomie (1986).
- Řád Andreje Hlinky I. třídy, státní vyznamenání udělené prezidentem Slovenské republiky (1998)
- Prémie J. M. Hurbana za původní biografické dílo Valent Balaša: život, dielo, súvislosti (2005)..

## Dílo

### Knihy pro děti a mládež
- Pristátie na Bielosienke (1981), autorské pohádky.
- Rozprávky z Tartušky (1985), pohádky.
- Rosa z hviezd (1986), hrdinou knihy je veselý mladý chlapec Janko z Modrého Kameňa.
- Tancovanie s drakom (1986), pohádka.
- Pastier padajúcich hviezd (1993), románový příběh z učňovského internátu.

### Vědeckofantastická próza
- Hudba pre vesmíranov (1982), sci-fi román odehrávající se ve třetím tisíciletí, kdy je Země na vrcholu technických vymožeností, ale její ovzduší je tak zamořené, že se v něm prakticky nedá dýchat.
- Romanca o ehylte (1983), sbírka vědeckofantastických povídek.
- Cestovanie v sedemmíľovom skafandri (1987), dobrodružství dívenky Zlatky, jejího otce a psa Belka na cestě k nejbližším planetám sluneční soustavy.
- Okolo Galaxie za osemdesiat týždňov (1988), sci-fi parafráze na román Julese Verna Cesta kolem světa za osmdesát dní.
- Safari na Podkovovitých (1989), sbírka vědeckofantastických povídek.

### Poezie
- Modré hrady Novohradu (1983).